# روبرت ماكالوم بلومنتال
روبرت ماكالوم بلومنتال (بالإنجليزية: Robert McCallum Blumenthal)‏ هو رياضياتي أمريكي، ولد في 7 فبراير 1931، وتوفي في 8 نوفمبر 2012.